# 哈尔加奥恩
哈尔加奥恩（Hargaon），是印度北方邦Sitapur县的一个城镇。总人口17972（2001年）。

## 人口
该地2001年总人口17972人，其中男性9571人，女性8401人；0—6岁人口3213人，其中男1678人，女1535人；识字率56.43%，其中男性为63.88%，女性为47.93%。